# Іщук Світлана Олексіївна
Іщук Світлана Олексіївна — професор, доктор економічних наук. Інститут регіональних досліджень Національної академії наук України. Завідувач відділу моніторингу регіонального розвитку. Інститут є провідною науковою установою в системі НАН України з проблем регіональної політики та транскордонного співробітництва.

## Наукова діяльність
Проблеми організації і проведення моніторингу економічних явищ, процесів та відносин у регіоні. Формування методології оцінювання виробничо-фінансового потенціалу суб'єктів господарювання, техніко-економічного стану і рівня функціонування об'єктів промисловості та інфраструктури, тенденцій розвитку економіки на регіональному рівні. Розробка методичного інструментарію економіко-математичних і статистичних моделей комплексної оцінки ефективності інвестиційних процесів та обґрунтування основних методів підвищення інвестиційної привабливості областей регіону. Визначення пріоритетних напрямів інвестування і організаційно-економічних механізмів залучення інвестиційних ресурсів у економіку регіону.
Науково-дослідні теми:
- «Моніторинг розвитку промислових і аграрно-промислових територіальних систем у Західному регіоні України»
- «Моніторинг та оцінка інвестиційної привабливості областей Західного регіону України»
- «Оцінка техніко-економічного стану об'єктів інфраструктури та виробничих фондів по регіонах України»

## Наукові інтереси
Основні результати досліджень:
- Методологія моніторингу діяльності промислових і аграрно-промислових територіальних систем.
- Методичні рекомендації щодо оцінювання тенденцій розвитку промислових територіальних систем регіону.
- Методичний інструментарій для вибору стратегій фінансування поточних активів промислових підприємств, а також для розрахунку інтегральних показників результату їх фінансово-господарської діяльності і визначення перспектив подальшого розвитку.
- Методика комплексної оцінки наявності та ефективності використання об'єктів інфраструктури, яка полягає в реалізації оцінювання у двох площинах, що узагальнено представляють стан і динаміку розвитку сукупності об'єктів виробничої та соціальної інфраструктури в областях України, а також їх окремих сфер діяльності .